# Kuželov
Kuželov är en ort i Tjeckien.   Den ligger i regionen Södra Mähren, i den sydöstra delen av landet, 260 km sydost om huvudstaden Prag. Kuželov ligger 307 meter över havet och antalet invånare är 407.
Terrängen runt Kuželov är kuperad åt sydost, men åt nordväst är den platt. Runt Kuželov är det ganska glesbefolkat, med 30 invånare per kvadratkilometer. Närmaste större samhälle är Veselí nad Moravou, 13,3 km nordväst om Kuželov. Omgivningarna runt Kuželov är en mosaik av jordbruksmark och naturlig växtlighet.